# Brissel
 For alternative betydninger, se Thymus. (Se også artikler, som begynder med Thymus)
En brissel, også kaldet thymus, er et lymfatisk organ der ligger med størstedelen bag brystbenet, sternum. Organet er relativt størst ved fødslen, hvor det vejer 12-15 gram. Ved puberteten når den sin maksimale vægt på 30-40 gram. Det er blevet vist at man som 80-årig har ca. 1 procent af den oprindelige brissel tilbage. Hos voksne har brislen stadig en vigtig funktion.
I brislen færdigdannes T-lymfocytter, en type hvide blodlegemer, der spiller en vigtig rolle i immunforsvaret. Reguleringen af T-lymfocytterne er især en vigtig rolle for brislen, som sikrer, at de T-lymfocytter der lukkes ud i blod- og lymfesystemet kun genkender og angriber fremmede antigener.
Kalvebrisler er en delikatesse i mange køkkener, inklusiv det danske.